# José Belard da Fonseca
José Mascarenhas Pedroso Belard da Fonseca ComC • GOB • GOIP (Chamusca, Chamusca, 2 de agosto de 1889 – Lisboa, 4 de julho de 1969) foi um professor catedrático e engenheiro civil português, tendo exercido os cargos de presidente da Ordem dos Engenheiros e de director do Instituto Superior Técnico.

## Biografia
Belard da Fonseca nasceu na Chamusca, Chamusca, a 2 de agosto de 1899, sendo filho do Coronel António Belard da Fonseca, 2.º Visconde de Santa Margarida, Comendador da Ordem de Benemerência a 2 de agosto de 1930, Grande-Oficial da Ordem Militar de São Bento de Avis a 5 de outubro de 1930 e Comendador da Ordem Militar de Nosso Senhor Jesus Cristo a 17 de novembro de 1938, de ascendência Espanhola, e de sua mulher Emília de Saldanha de Vasconcelos Mascarenhas Palyart Pedroso, de ascendência Francesa. Casou em 1931 com Rosa Cancela Ferreira Tavares, nascida em 4 de fevereiro de 1909 em Mogofores. Tinha direito, por herança de seu pai, ao título de Visconde de Santa Margarida, do qual todavia nunca fez uso.
Licenciou-se em engenharia civil no Instituto Superior Técnico da Universidade Técnica de Lisboa em 1921, tornando-se assistente no ano lectivo de 1920-1921, ainda aluno. Prosseguindo uma carreira académica brilhante, veio a ser professor catedrático e director do mesmo instituto, entre 1942 e 1958, tendo neste último ano ascendido a vice-reitor da Universidade Técnica de Lisboa, cargo que exerceu até 1963. Foi ainda assistente do Instituto Industrial de Lisboa, actual Instituto Superior de Economia e Gestão, entre 1923 e 1924.
Estudioso e especialista na técnica de construção de obras em betão armado, sobre a qual publicou alguns estudos, projectou as estruturas dos edifícios do Instituto Nacional de Estatística, do Palácio Ford e da nova Igreja de São Julião em Lisboa, a actual Igreja de Nossa Senhora do Rosário de Fátima. Foi um colaborador assíduo de Luís Cristino da Silva, realizando os cálculos de várias obras significativas da fase modernista deste arquitecto, nomeadamente o Teatro Capitólio (1925-1931) e o Casino de Monte Gordo (1931).

## Cargos desempenhados
Para além de ter sido director do Instituto Superior Técnico (1942-1958) e vice-reitor da Universidade Técnica de Lisboa (1958-1963), foi ainda vogal e vice-presidente da direcção do Engenheiros Civis Portugueses (em 1926-1929 e 1929-1932) e 5.º Presidente do Conselho Directivo, cargo actualmente equivalente ao de Bastonário, da Ordem dos Engenheiros de 20/25 de março de 1947 a 28 de fevereiro de 1950. Foi também vice-presidente da Associação Internacional de Pontes e Estruturas em 1954, sendo simultaneamente presidente da comissão portuguesa.
Desempenhou ainda cargos de: 
- Vogal da Comissão Organizadora do I Congresso Nacional de Engenharia Civil (1931);
- Presidente da Comissão Organizadora do II Congresso Nacional de Engenharia Civil (1948);
- Presidente da Comissão Organizadora do V Congresso da Associação Internacional de Pontes e Estruturas (1956);
- Integrou as comissões encarregadas de regulamentar as construções de betão armado (1933-1935);
- Representou o Instituto Superior Técnico no XIV e XVI Congressos de Navegação (Cairo, 1926 e Bruxelas, 1935);
- Representou a Associação dos Engenheiros Civis no Congresso para o Avanço das Ciências (Argel, 1930);
- Presidente da Assembleia da Fabrica de Tintas de Sacavém;
- Presidente do Conselho de Administração da SECIL;
- Director da Sociedade de Empreitadas e Trabalhos Hidráulicos.

## Condecorações[3][4]
- Comendador da Ordem Militar de Nosso Senhor Jesus Cristo de Portugal (9 de abril de 1936)
- Oficial da Grande Condecoração do Nilo do Egipto (17 de outubro de 1947)
- Comendador da Ordem de Dannebrog da Dinamarca (17 de outubro de 1947)
- Cavaleiro da Ordem Equestre do Santo Sepulcro de Jerusalém do Vaticano ou da Santa Sé (16 de maio de 1957)
- Cavaleiro da Ordem de São Silvestre Papa do Vaticano ou da Santa Sé (16 de maio de 1957)
- Grande-Oficial da Ordem do Mérito da República Federal da Alemanha Ocidental (16 de Maio de 1957)
- Grande-Oficial da Ordem da Instrução Pública de Portugal (19 de outubro de 1963)
- Grande-Oficial da Ordem de Benemerência de Portugal (5 de julho de 1969)